# Morti nel 1277
| Questa pagina contiene informazioni ricavate automaticamente dalle voci biografiche con l'ausilio del template Bio e di un bot. L'aggiornamento è periodico e automatico e ricostruisce completamente la pagina. Se manca una persona in questa lista, sei pregato di non aggiungerla, ma accertati piuttosto che la sua voce biografica contenga il template Bio e che i dati anagrafici siano correttamente compilati. Se il template Bio manca, inseriscilo tu stesso o, in alternativa, metti l'avviso {{tmp\|Bio}} che ne segnala la mancanza. Se i dati riportati sono sbagliati, correggi direttamente la voce biografica; le modifiche saranno visibili in questa lista entro pochi giorni. Per chiarimenti vedi il progetto biografie. La lista contiene solo le 36 persone che sono citate nell'enciclopedia e per le quali è stato implementato correttamente il template Bio. Pagina aggiornata al 10 ago 2025. |

- 1º gennaio - Filippo d'Angiò, re (n. 1256)
- 11 gennaio - Roberto V d'Alvernia, conte
- 7 febbraio - Simone Paltanieri, cardinale italiano
- 26 marzo - Margherita di Henneberg, contessa
- 29 marzo - Bertrand de Saint-Martin, cardinale, arcivescovo cattolico e monaco cristiano francese
- 1º maggio - Stefano Uroš I, sovrano serbo
- 12 maggio - Rodolfo III di Tubinga, nobile tedesco
- 14 maggio - Nicola I di Werle, principe
- 20 maggio - Papa Giovanni XXI, papa, arcivescovo e cardinale portoghese
- 1º luglio - Baybars, sultano egiziano
- 14 luglio - Umberto di Romans, religioso francese
- 22 settembre - Tommaso Agni, patriarca cattolico italiano
- 17 ottobre - Beatrice di Falkenburg, sovrana tedesca (n. 1254)
- 26 ottobre - Mastino I della Scala, condottiero italiano
- 16 novembre - Engelberto I, conte di Mark, nobile tedesco
- 13 dicembre - Giovanni di Brunswick-Lüneburg, duca (n. 1242)
- 26 dicembre - Piero Fedele Pagano, religioso italiano
- Muhammad I al-Mustansir, sovrano (n. 1228)
- Andrea da Albalate, religioso e vescovo cattolico spagnolo
- Azio II, vescovo cattolico italiano
- Baudicio, vescovo cattolico italiano
- Squarcino Borri, condottiero italiano (n. 1230)
- Michele Cabalario, generale e nobile bizantino
- John Comyn, I signore di Badenoch, nobile e politico scozzese
- Costantino I di Bulgaria, sovrano bulgaro
- Federico di Castiglia, principe spagnolo (n. 1223)
- Gioacchino Gutkeled, nobile ungherese
- Guglielmo da Saliceto, chirurgo italiano (n. 1210)
- Guglielmo XI d'Alvernia, conte
- Jacopo da Leona, poeta e giurista italiano
- Folke Johansson Ängel, arcivescovo cattolico svedese
- Hugues de Revel, francese
- Ulrico di Strasburgo, teologo francese (n. 1225)
- Alardo di Valéry, condottiero francese
- Federico Visconti, arcivescovo cattolico italiano
- Aimone III di Challant, nobile italiano